# Alessia Mîțu-Coșca
Alessia Mîțu-Coșca (geboren am 31. Dezember 2004 in Rom) ist eine rumänische Skispringerin.

## Werdegang
Mîțu-Coșca trat erstmals im Jahr 2019 in Râșnov (Roseanau) bei einem von der Fédération Internationale de Ski organisierten Wettbewerb an. Danach dauerte es bis Januar 2021, ehe sie wieder international bei einem Wettbewerb in Erscheinung trat; im FIS Cup erreichte sie im polnischen Szczyrk bei zwei Einzelspringen den 19. beziehungsweise 22. Rang. Am 23. Januar 2021 trat sie gemeinsam mit Andreea Diana Trâmbițaș, Delia Folea und Daniela Haralambie zu einem Teamspringen in Ljubno und damit zum ersten Mal im Skisprung-Weltcup an.
Bei den Nordischen Junioren-Skiweltmeisterschaften 2021 in Lahti belegte sie im Einzelspringen von der Normalschanze den 45. Platz. Am 20. Februar 2021 gab sie im Rahmen der Saison 2020/21 in Brotterode mit einem 32. und einem 26. Rang ihr Debüt im Skisprung-Continental-Cup. Bei den Nordischen Skiweltmeisterschaften 2021 in Oberstdorf scheiterte sie im Einzelspringen von der Normalschanze an der Qualifikation. Im Teamspringen platzierten sich die Rumäninnen in derselben Besetzung wie in Ljubno auf der zwölften Position. Am 22. August 2021 erreichte sie mit Rang 13 im heimischen Râșnov ihr bisher bestes Ergebnis im Continental Cup.
Bei den Nordischen Junioren-Skiweltmeisterschaften 2022 im polnischen Zakopane wurde sie 42. im Einzelspringen von der Normalschanze. Mit der rumänischen Mixed-Mannschaft belegte sie den zwölften und letzten Platz.

## Statistik

### Grand-Prix-Platzierungen
| Saison | Platz | Punkte |
| ------ | ----- | ------ |
| 2022   | 57.   | 02     |

### Continental-Cup-Platzierungen
| Saison  | Platz | Punkte |
| ------- | ----- | ------ |
| 2020/21 | 30.   | 05     |